# Бюргербрюг
Бюргербрюг (нід. Burgerbrug) — село в нідерландській провінції Північна Голландія. Входить до муніципалітету Схаген.
Його площа — 13,03 км², а населення станом на 2021 рік становило 845 осіб.
Перша згадка про населений пункт датується 1840 роком. У Бурґербруґу досі збереглися три польдерні млини. Два з вітряків, ймовірно, датуються 1597 роком.

## Галерея

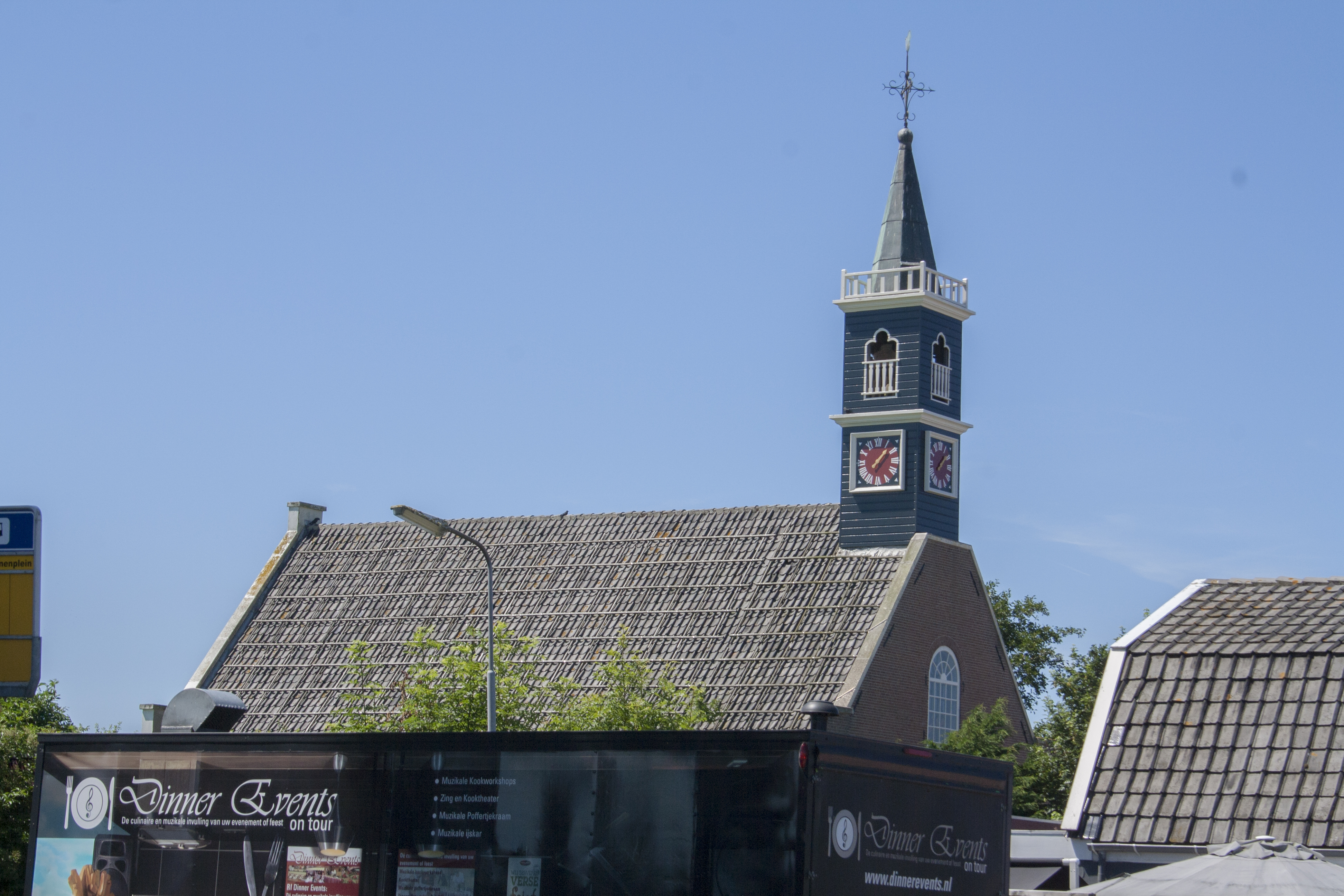
Реформістська церква
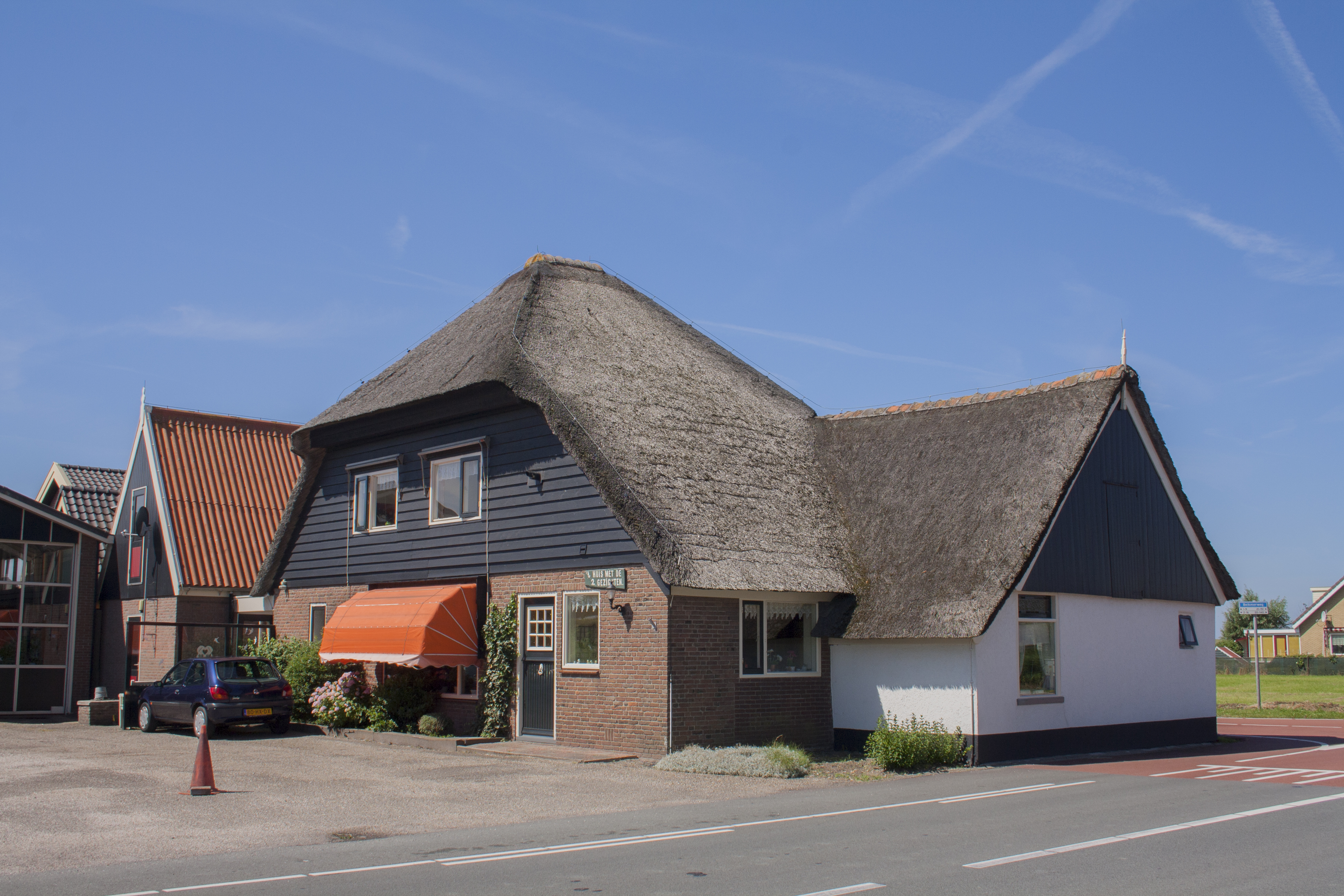
Будинок у Бюргербрюзі
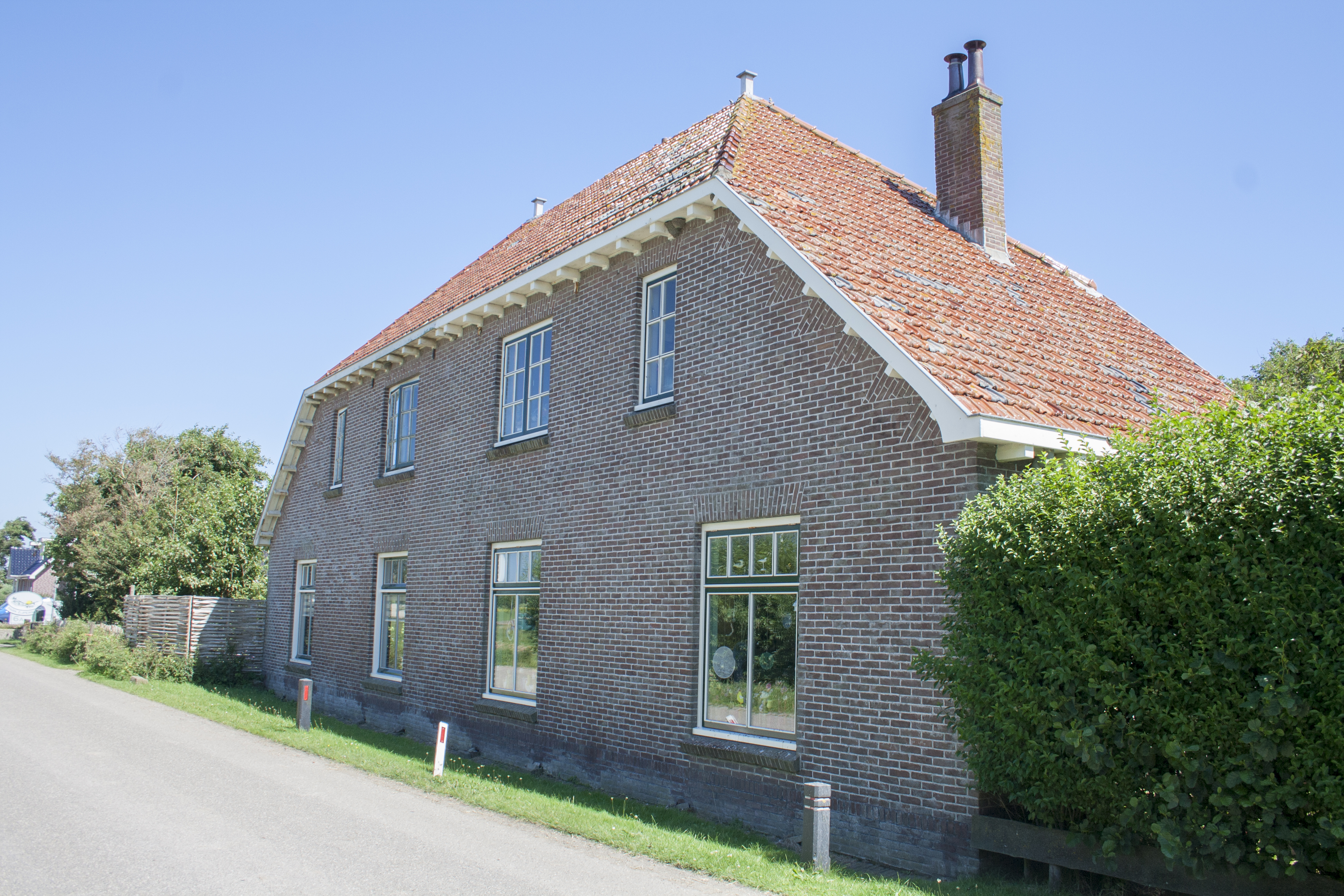
Будинок у Бюргербрюзі